# 3時のあなた
『3時のあなた』（さんじのあなた）は、1968年4月1日から1988年4月1日までの20年間にわたり、主にフジテレビ系列局で月曜日から金曜日の15時台に生放送されたワイドショー・情報番組である。1981年3月までは『奥さまスタジオ 3時のあなた』（おくさまスタジオ さんじのあなた）と題して放送されていた。当初はモノクロ放送だったが、1969年の4月1日と12月31日は特別にカラー放送、そして1970年4月1日からは、毎回カラー放送となった。

## 概要
月曜日から金曜日の15時台に初めて投入された本格的なワイドショー番組である。この時間帯にワイドショー番組が設置されるに至ったのは、主なターゲットである主婦層にとって、ちょうどこの15:00から16:00あたりが家事を一休みする時間帯であることを見込んでのものだった。当時の鹿内信隆社長は「母と子のフジテレビ」志向が強く本番組の開始には消極的だったが、製作スタッフの説得を受け入れる形で放送開始に踏み切った。
初代総合司会は高峰三枝子と木元教子。高峰の司会起用にあたり、当時番組立ち上げから携わっていた日枝久（後のフジテレビ会長）が、同僚と共に土下座をして出演交渉を行った末の起用であった。当初は「半年だけなら…」と高峰からの要求があったが、5年以上続いた。
放送開始当初は、主にゲストを招いてのトーク・歌、主な視聴者層である40代以降の女性に向けてのファッション情報の紹介、地方の風習・伝統の紹介などといった具合で、純粋な主婦向け情報番組としての趣が強い「女性のための女性のワイドショー」だった。高峰は番組の中で自らのヒット曲「湖畔の宿」を歌い、再びお茶の間のアイドルとなった。
朝の番組である『小川宏ショー』に誘発される形で企画され、新聞の番組宣伝には「小川宏もご推薦」のコピーが出ていた。
この番組は、開始当初は白黒放送だったが、この番組が始まった1968年頃から、カラーテレビの普及と共に、フジテレビを始め、キー局の多くの番組のカラー化が進むようになっていき、更に1969年4月1日になると、この日に新規にUHF局として開局した7局がネット局に加わり、この日は特別に「アベックゲーム」として、カラー放送を行い、更にこの年の大晦日（12月31日）にもカラー放送を実施、そして、翌年の1970年4月1日からは、毎回カラー放送となった。
1970年代以降、森光子・寺島純子が総合司会に参加するようになってからは、前田忠明、東海林のり子、福岡翼ら個性の強いレポーター陣を配してのスキャンダル中心の芸能・凶悪事件レポートが主な内容となった。

## 番組の終焉
1980年代後半に入り、長らく主な視聴者層となっていた主婦層の生活習慣の変化（パートタイマーの増加など）や、ワイドショー番組そのものに対してより高い情報性が求められるようになり、旧来の「主婦向けワイドショー」の色彩を色濃く残していた（あくまでも最後まで女優・女性タレントによる司会というスタイルに拘っていたことの弊害でもあった）本番組の趣旨も次第に時代に適応し辛くなったためか、次第に視聴率が低下した。1987年12月21日、フジテレビは「司会者中心のワイドショーはもう先が見えてきた。先手を打って芸能だけではなく政治経済も含めた素材中心の内容に脱皮したい」という理由により、翌1988年春改編を持って番組を終了し「もっとニュース性の強いワイドショーへ衣替えする」と発表。そして、1988年4月1日をもって20年・全5181回の歴史に幕を閉じ、『タイム3』へとリニューアルされた。『タイム3』では本番組とは異なり、基本的に社会情報や芸能情報だけを取扱い、総合司会も局アナウンサー（メインは、当番組アシスタントを長く務めた須田哲夫）にするなど、速報性を重視した内容となった。

## 番組終了後
終了後も皇室関係や大物有名人の冠婚葬祭など重大ニュース発生時に報道番組色の薄い特別番組を放送する場合、森を司会に本番組のフォーマットで放送されることがあった。
2014年5月3日には5月9日放送の「森光子を生きた女〜日本一愛されたお母さんは、日本一寂しい女だった〜」番宣を兼ねたダイジェスト番組「3時のあなた～森光子が蘇る～」が放送された。

## 放送時間
- 1968年4月1日 - 1973年9月28日：月曜 - 金曜15:00 - 16:00
- 1973年10月1日 - 1988年4月1日：月曜 - 金曜15:00 - 15:55
  - 放送当時は月曜日 - 金曜日が年末年始であっても休止せず、生放送した。
  - 放送時間の変更はミニ番組『クレージーの奥さ〜ん!』の放送開始によるもの。同番組終了後、このミニ枠では「ほかほか家族」、「番組ホット情報」「生活発見」（テレビショッピング）などが放送された。金曜日は関西テレビ制作のテレビショッピングを放送していた時期があった。

## テーマ曲
- 初代「3時のあなたのテーマ」（1968年4月1日 - 1980年10月3日）作曲：山本直純、歌：スリー・グレイセス
- 2代目テーマ曲（1980年10月6日 - 1988年4月1日）ピアノと男女コーラスをメインとした現代的アレンジ。タイトル・作曲者不明。

## エピソード
- 第1回の特別ゲストは美空ひばりであった。この後もひばりはゲストとして出演し、1972年には母・加藤喜美枝と親子共演。番組終了間際であった1988年3月にも森司会の曜日に出演。「リンゴ追分」などを披露した後、ひばりはインタビュー内で感極まり涙を流した。
- 1970年代までは歌ゲストのコーナーが設置されており、森進一、五木ひろし、西城秀樹、山口百恵など、当時のスター歌手の出演も昼の番組ながら多かった。
- 1970年代初頭から「性」「不倫」などといった際どい内容のリポートを放送し、当時まだ保守的な放送業界の中で波紋を広げることも少なからずあった。芳村の証言によれば「主婦売春の内容を取り上げる時は、必ずといっていい程視聴率が何故か前週よりも上がっていた」という。
- 1971年、芳村司会時に、近衛十四郎・松方弘樹の親子が生出演。このほか、メイン司会者にタレント・女優を起用していたことも影響して、15時台の生放送にもかかわらず大物の俳優も数多く出演した。
- 1972年に7代目尾上菊五郎と結婚して以降、家庭に入っていた寺島に新司会を打診するに当たって、番組スタッフや彼女とコンビを組むことになっていた岩佐ほか、番組関係者が総出で、菊五郎の実父である尾上梅幸の邸宅に熱心に赴き、その関係者の熱意に折れるような形で梅幸が寺島の司会就任の話を承諾して、ようやく正式決定したという話が残されている。
- 山口司会時には1970年にベトナム戦争最中のサイゴンに入り解放戦線側の取材を行ったり、1973年7月には日本赤軍のリーダー格として知られた重信房子への単独インタビューを敢行し話題となる[11]。
- 1974年12月11日、寺島司会時に保険金殺人の嫌疑を掛けられていた被疑者の男が生出演（別府3億円保険金殺人事件）。男は身の潔白を主張するもコメンテーターの鋭い指摘に堪えきれず途中退席。一方でスタジオの奥では警察官が控えており、番組収録終了後の同日17:40にフジテレビ裏で殺人罪容疑で逮捕された[11]。
  - この一件以降、寺島の「犯人さん、出てらっしゃい」なるフレーズが有名となる。
  - 2014年4月24日にフジテレビ系列で放送された『奇跡体験!アンビリバボー』では、「笑顔でテレビに出演し続けた容疑者」というタイトルで上記の事件を紹介。出演時のスタジオの様子（ただし、音声は現存せず）や、本番組への出演直前から警察へ連行されるまでのフィルム映像も、資料として映し出された。
- 歴代司会者の山口や扇が参議院議員へと転身するきっかけを作った番組であった。
- 高峰、森、加茂などメイン司会者がブラジル移民の生活の実情や、パリの社交界のレポート、カンヌ映画祭レポート等、海外への長期取材に直接赴くこともあり、まだ海外の生活の実情などが日本のテレビ電波に乗せて放送されることが少なかった時代から、海外取材については積極的な姿勢を見せていた。また、1987年10月には昼のワイドショーとしては異例ともいえる衛星生中継（上海）を行ったこともある[12]。
- 高峰とゲストによる「おふくろ談義」（第1回は田端義夫）、森の朗読による「シリーズ 再会」や、当時の夫婦の意識を鋭くリサーチするコーナーなどの前衛的かつ高い評価を得たコーナーも多かったが、中にはたった1回で没になった企画などもある。
  - うつみ司会時代に、『あの人は今!?』（日本テレビ系列）のような企画を組んでいた時期があったが、「『あの栄光の日々を今はどう思われますか?』などという失礼な質問ばかりしてしまったために出てくれる方がいなくなり、その企画は3回位で消滅してしまった（うつみ談）」という。
- 扇の美容体操、うつみ発案の「カチンカチン体操」の大ヒットのきっかけは両者が司会を務めたこの番組からであった。
- 1975年頃までは、番組本編中に提供クレジットのスポンサーテロップ（例：ミシン専業メーカー ジャノメミシン）が表記されていた。
- 当番組の放送期間内は天皇賞・春が4月29日（当時の天皇誕生日）に固定されていたため、番組内でレースの模様を生中継したこともあった。
- 1982年2月8日（月）未明に、東京都千代田区内でホテルニュージャパン火災が発生。当時月曜日・火曜日のアシスタントを務めていた須田は、鎮火後の2月9日（火）早朝から、当番組向けに現場周辺の取材に当たっていた。須田は取材の模様を当番組のスタジオで報告する予定だったが、取材中に羽田空港沖での日本航空350便墜落事故発生の一報が伝わったことを受けて、羽田空港へ急遽直行。空港周辺で取材を始めたため、スタジオへ出演できなくなった。そこで当番組は、2月9日の放送をフジテレビ本社報道センターからの生放送に変更。「メイン司会の森が報道センターから生放送を進行しながら、須田や報道局の記者が羽田空港などから中継リポートを入れる」という異例の体制を講じた。
- 番組終了後に開催された「さよなら大パーティー」では、中村を除く歴代司会者が顔を揃えた[13]。
- 番組終了から約8年後の1996年8月8日（フジテレビの日）に『ビッグトゥデイ』で特別企画「ありがとう河田町 帰ってきた!3時のあなた」が組まれた。当時の司会者のうち森・うつみ・寺島（富司）・木元・芳村・坪内・司が一堂に会し、当時の映像を交えながら思い出を語り合った。また、加茂と扇がスケジュールの都合上コメント出演した。この日は渥美清の死去が明らかになったこともあり、『3時のあなた』司会者もコメントを求められている。

## 出演者

### キャスター（タイトル歴）
| 期間                          | 正式タイトル               | 月曜日・火曜日 | 水曜日       | 木曜日     | 金曜日     |
| ----------------------------- | -------------------------- | -------------- | ------------ | ---------- | ---------- |
| 1968年4月1日 - 1969年3月28日  | 奥さまスタジオ 3時のあなた | 高峰三枝子     | 木元教子     | 木元教子   | 木元教子   |
| 1969年3月31日 - 1970年3月27日 | 奥さまスタジオ 3時のあなた | 高峰三枝子     | 山口淑子     | 山口淑子   | 山口淑子   |
| 1970年3月30日 - 1970年10月2日 | 奥さまスタジオ 3時のあなた | 高峰三枝子     | 久我美子     | 山口淑子   | 山口淑子   |
| 1970年10月5日 - 1973年5月11日 | 奥さまスタジオ 3時のあなた | 高峰三枝子     | 芳村真理     | 山口淑子   | 山口淑子   |
| 1973年5月14日 - 1974年5月3日  | 奥さまスタジオ 3時のあなた | 扇千景         | 芳村真理     | 山口淑子   | 山口淑子   |
| 1974年5月6日 - 1977年1月28日  | 奥さまスタジオ 3時のあなた | 森光子         | 寺島純子     | 扇千景     | 扇千景     |
| 1977年1月31日 - 1977年4月1日  | 奥さまスタジオ 3時のあなた | 森光子         | 寺島純子     | 坪内ミキ子 | 坪内ミキ子 |
| 1977年4月4日 - 1977年5月27日  | 奥さまスタジオ 3時のあなた | 森光子         | 司葉子       | 坪内ミキ子 | 坪内ミキ子 |
| 1977年5月30日 - 1978年3月31日 | 奥さまスタジオ 3時のあなた | 森光子         | 司葉子       | 三田佳子   | 坪内ミキ子 |
| 1978年4月3日 - 1979年3月30日  | 奥さまスタジオ 3時のあなた | 森光子         | 坪内ミキ子   | 坪内ミキ子 | 加茂さくら |
| 1979年4月2日 - 1980年3月28日  | 奥さまスタジオ 3時のあなた | 森光子         | 坪内ミキ子   | 坪内ミキ子 | 中村メイコ |
| 1980年3月31日 - 1981年3月31日 | 奥さまスタジオ 3時のあなた | 森光子         | うつみ宮土理 | 寺島純子   | 寺島純子   |
| 1981年4月1日- 1988年3月31日   | 3時のあなた                | 森光子         | うつみ宮土理 | 寺島純子   | 寺島純子   |

- 森は歴代最長司会者。
- 寺島純子は富司純子の旧名。1977年4月から1980年3月まで出産・育児のため一時降板した。

### アシスタント
| 期間                          | 男性           | 男性         | 男性     | 男性     | 女性       |
| 期間                          | 月曜日・火曜日 | 水曜日       | 木曜日   | 金曜日   | 女性       |
| ----------------------------- | -------------- | ------------ | -------- | -------- | ---------- |
| 1968年4月1日 - 1969年3月28日  | 野間脩平       | 真家宏満     | 真家宏満 | 真家宏満 | なし       |
| 1969年3月31日 - 1970年9月30日 | 野間脩平       | 浪久圭司     | 浪久圭司 | 浪久圭司 | なし       |
| 1970年10月1日 - 1971年3月31日 | 野間脩平       | きのしまさる | 永島信道 | 永島信道 | なし       |
| 1971年4月1日 - 1971年9月30日  | 野間脩平       | きのしまさる | 永島信道 | 永島信道 | 中野良子   |
| 1971年10月1日 - 1973年5月11日 | 須田哲夫       | きのしまさる | 永島信道 | 永島信道 | 三上彩子   |
| 1973年5月14日 - 1974年5月3日  | 逸見政孝       | きのしまさる | 永島信道 | 永島信道 | 三上彩子   |
| 1974年5月6日 - 1977年3月31日  | 須田哲夫       | 岩佐徹       | 逸見政孝 | 逸見政孝 | 三上彩子   |
| 1977年4月1日 - 1977年5月27日  | 須田哲夫       | 逸見政孝     | 逸見政孝 | 逸見政孝 | 田丸美寿々 |
| 1977年5月30日 - 1978年3月31日 | 須田哲夫       | 逸見政孝     | 増田明男 | 逸見政孝 | 田丸美寿々 |
| 1978年4月3日 - 1978年9月29日  | 須田哲夫       | 逸見政孝     | 逸見政孝 | 松倉悦郎 | 田丸美寿々 |
| 1978年10月2日 - 1980年3月31日 | 須田哲夫       | 野間脩平     | 野間脩平 | 松倉悦郎 | 城ヶ崎祐子 |
| 1980年4月1日 - 1981年3月31日  | 須田哲夫       | 野崎昌一     | 野間脩平 | 野間脩平 | 大野かおり |
| 1981年4月1日 - 1982年4月2日   | 須田哲夫       | 野崎昌一     | 野間脩平 | 野間脩平 | なし       |
| 1982年4月5日 - 1984年9月28日  | 野間脩平       | 野崎昌一     | 野間脩平 | 野間脩平 | なし       |
| 1984年10月1日 - 1985年3月29日 | 野間脩平       | 牧原俊幸     | 野間脩平 | 野間脩平 | 三竹映子   |
| 1985年4月1日 - 1985年9月30日  | 野間脩平       | 牧原俊幸     | 川端健嗣 | 川端健嗣 | 三竹映子   |
| 1985年10月1日 - 1986年3月31日 | 野間脩平       | 牧原俊幸     | 川端健嗣 | 川端健嗣 | 松田朋恵   |
| 1986年4月1日 - 1988年3月31日  | 野間脩平       | 牧原俊幸     | 川端健嗣 | 川端健嗣 | なし       |

- アシスタントのうち、木元の相手役を務めた真家（元ジャニーズ）、芳村の相手役を務めたきのしまさる（喜熨斗勝。元文化放送アナウンサーで現在は歌舞伎・演劇評論家として活動）、女性アシスタントの中野以外は全てフジテレビ所属のアナウンサー（担当期間当時）、さらに野間は、本番組終了の1988年4月1日まで1年間、夕方の報道番組『FNNスーパータイム』（1987年9月までは、金曜日サブキャスターで、同年10月以降は、週末版メインキャスター）および川端は、1986年4月から1987年9月までは、朝の報道・情報番組『FNNモーニングコール』を兼務。
- 生CM（コマーシャル）担当：井村千鶴子（いむら ちづこ）、大野邦子（おおの くにこ）、岡田苑子（おかだ そのこ）、江川伸子（えがわ のぶこ）、小松澄子（こまつ すみこ）
- リポーター：福岡翼、緒方昭一、奥山英志、東海林のり子など（福岡翼以外は『おはよう!ナイスデイ』も兼務）。
- 芸能デスク：前田忠明（『おはよう！ナイスデイ』と兼務）

## ネット状況

### ネット局
系列はネット終了時または放送終了時のもの。
| 放送対象地域            | 放送局                           | 系列                                         | 備考 |
| ----------------------- | -------------------------------- | -------------------------------------------- | --- |
| 関東広域圏              | フジテレビジョン （CX）          | フジテレビ系列                               | 基幹・制作局 |
| 北海道                  | 札幌テレビ放送 （STV）           | 日本テレビ系列 フジテレビ系列                | 北海道文化放送開局後も1972年12月29日まで北海道文化放送と並行して放送 |
| 北海道                  | 北海道文化放送 （UHB）           | フジテレビ系列                               | 1972年4月開局から（実際には開局前のサービス放送期間中から） |
| 青森県                  | 青森放送 （RAB）                 | 日本テレビ系列 テレビ朝日系列                | 1970年9月28日から 1975年3月まで日本テレビ単独系列局 |
| 岩手県                  | 岩手放送 （IBC）                 | TBS系列                                      | 現在：IBC岩手放送。1969年12月から |
| 秋田県                  | 秋田テレビ （AKT）               | フジテレビ系列                               | 1969年10月開局から 1981年4月 - 1987年3月はテレビ朝日系列とのクロスネット局 |
| 山形県                  | 山形テレビ （YTS）               | フジテレビ系列                               | 1970年4月開局から 1975年4月1日から1979年7月1日まではテレビ朝日系列とのクロスネット局 |
| 宮城県                  | 仙台放送 （OX）                  | フジテレビ系列                               | |
| 福島県                  | 福島中央テレビ （FCT）           | フジテレビ系列 NETテレビ系列                 | 1970年2月2日のサービス放送から1971年9月30日まで |
| 福島県                  | 福島テレビ （FTV）               | フジテレビ系列                               | 1971年10月1日から 1983年3月までTBS系列とのクロスネット局 |
| 新潟県                  | 新潟総合テレビ （NST）           | フジテレビ系列                               | 現在：NST新潟総合テレビ。1969年3月31日から 1981年3月まで日本テレビ系列とのクロスネット局 1983年9月までテレビ朝日系列とのクロスネット局                                                                   |
| 長野県                  | 長野放送 （NBS）                 | フジテレビ系列                               | 1969年4月開局から |
| 山梨県                  | 山梨放送 （YBS）                 | 日本テレビ系列                               | |
| 静岡県                  | テレビ静岡 （SUT）               | フジテレビ系列                               | 1968年12月開局から |
| 富山県                  | 富山テレビ放送 （T34）           | フジテレビ系列                               | 1969年4月開局から。現在の略称はBBT |
| 石川県                  | 石川テレビ放送 （ITC）           | フジテレビ系列                               | 1969年4月開局から |
| 福井県                  | 福井放送 （FBC）                 | 日本テレビ系列                               | 1968年10月1日から1969年9月30日まで |
| 福井県                  | 福井テレビジョン放送 （FTB）     | フジテレビ系列                               | 1969年10月開局から |
| 中京広域圏              | 東海テレビ放送 （THK）           | フジテレビ系列                               | |
| 近畿広域圏              | 関西テレビ放送 （KTV）           | フジテレビ系列                               | |
| 鳥取県                  | 日本海テレビジョン放送 （NKT）   | 日本テレビ系列                               | 1970年6月末まで |
| 島根県 ↓ 島根県・鳥取県 | 山陰中央テレビジョン放送 （TSK） | フジテレビ系列                               | 1970年4月開局から。1972年3月までの呼称はテレビしまね 1972年9月22日放送分から鳥取県でのネットを再開 |
| 岡山県 ↓ 岡山県・香川県 | 岡山放送 （OHK）                 | フジテレビ系列                               | 1970年4月1日、フジテレビ系への一度目のネット一本化を期に放送開始。1984年3月までの呼称はテレビ岡山 1970年10月1日から1979年3月31日まで再びテレビ朝日系列とのクロスネット局 翌4月から香川県でのネットを再開 |
| 広島県                  | 広島テレビ放送 （HTV）           | 日本テレビ系列 フジテレビ系列                | 1975年10月のフジテレビ系列脱退まで |
| 広島県                  | テレビ新広島 （TSS）             | フジテレビ系列                               | 1975年10月開局から |
| 山口県                  | テレビ山口 （tys）               | TBS系列                                      | 1970年4月開局から 1978年9月までテレビ朝日系列とのクロスネット局 1987年9月までフジテレビ系列とのクロスネット局                                                                                            |
| 徳島県                  | 四国放送 （JRT）                 | 日本テレビ系列                               | 1970年1月以降ネット開始 |
| 香川県                  | 西日本放送 （RNC）               | 日本テレビ系列                               | 1970年3月31日まで。岡山放送でのネット開始に伴い終了。 |
| 愛媛県                  | 愛媛放送 （EBC）                 | フジテレビ系列                               | 1969年12月開局から。現在：テレビ愛媛 |
| 高知県                  | 高知放送 （RKC）                 | 日本テレビ系列                               | 1970年1月以降ネット開始 |
| 福岡県                  | テレビ西日本 （TNC）             | フジテレビ系列                               | |
| 佐賀県                  | サガテレビ （STS）               | フジテレビ系列                               | 1969年4月開局から |
| 長崎県                  | テレビ長崎 （KTN）               | フジテレビ系列 日本テレビ系列                | 1969年4月開局から |
| 熊本県                  | テレビ熊本 （TKU）               | フジテレビ系列 テレビ朝日系列                | 1969年4月開局から 1982年3月まで日本テレビ系列とのクロスネット局 |
| 大分県                  | テレビ大分 （TOS）               | 日本テレビ系列 フジテレビ系列 テレビ朝日系列 | 1970年4月開局から |
| 宮崎県                  | テレビ宮崎 （UMK）               | 日本テレビ系列 フジテレビ系列 テレビ朝日系列 | 1970年4月開局から |
| 鹿児島県                | 鹿児島テレビ放送 （KTS）         | 日本テレビ系列 フジテレビ系列                | 1969年4月開局から 1982年9月までテレビ朝日系列とのクロスネット局 |
| 沖縄県                  | 沖縄テレビ放送 （OTV）           | フジテレビ系列                               | 1968年12月から |

備考
- 本番組（最終回時点）と後番組『TIME3』（初期）は、放送対象地域32エリア・47都道府県全てで同時に放送されたFNS系で唯一同時ネットの帯番組となり[注 9]、且つ1980年1月からは全ての民放で唯一47都道府県全てで同時に生放送された番組であった。[注 10]
- 番組中盤にはネット局のロールが流れていた。なお、ネット局ロールの最後にはフジネットワークのシンボルマークも流れていた。
- 番組極初期においては民放が1局しかなかった地域も多く、番組をネットしなかった地域も多かったが、数か月後にネット局が増加し（多くはFNS系のフルネット、または他系列とのクロスネット）、これらの地域でも視聴可能になった。
- 北海道においては、上記の通り1972年4月の正式開局（実質同年2月のサービス放送）から本来のネット系列局となった北海道文化放送の開局後も、UHFテレビの普及過渡期であり視聴できない世帯（特にUHB開局時は道央・道南<札幌・函館・旭川・室蘭>地域にしか中継局がなかった）があったため、視聴者保護のためにVHFの札幌テレビ放送でも同時放送としていたが、同年12月にSTVでの放送が終了。しかしその後も、『2時のワイドショー』において当番組の協賛スポンサー各社がそのままスライドする形で提供し、系列外の企画ネット番組状態になっていた。